# 卸町 (土浦市)

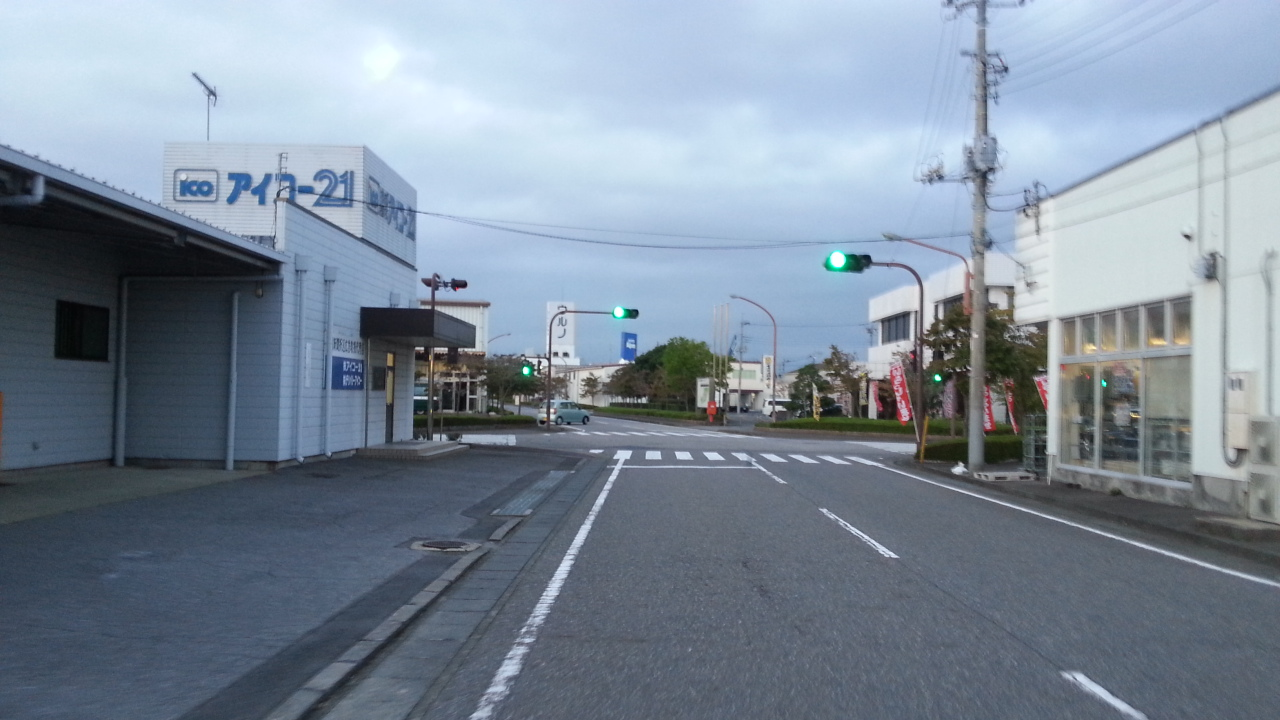
全域が流通センターになっている卸町二丁目

卸町（おろしまち）は、茨城県土浦市の地名。現行行政地名は卸町一丁目から卸町二丁目まで存在する。郵便番号は300-0847。

## 地理
土浦市の南西部に位置する物流施設を中心とした区域である。

## 歴史
1989年に中村西根の一部から成立した。

### 町名の変遷
| 実施後     | 実施年月日 | 実施前   |
| ---------- | ---------- | -------- |
| 卸町一丁目 | 1989年     | 中村西根 |
| 卸町二丁目 | 1989年     | 中村西根 |

## 世帯数と人口
2017年（平成29年）8月1日現在の世帯数と人口は以下の通りである。
| 丁目               | 世帯数 | 人口 |
| ------------------ | ------ | ---- |
| 卸町一丁目・二丁目 | 25世帯 | 52人 |

## 交通

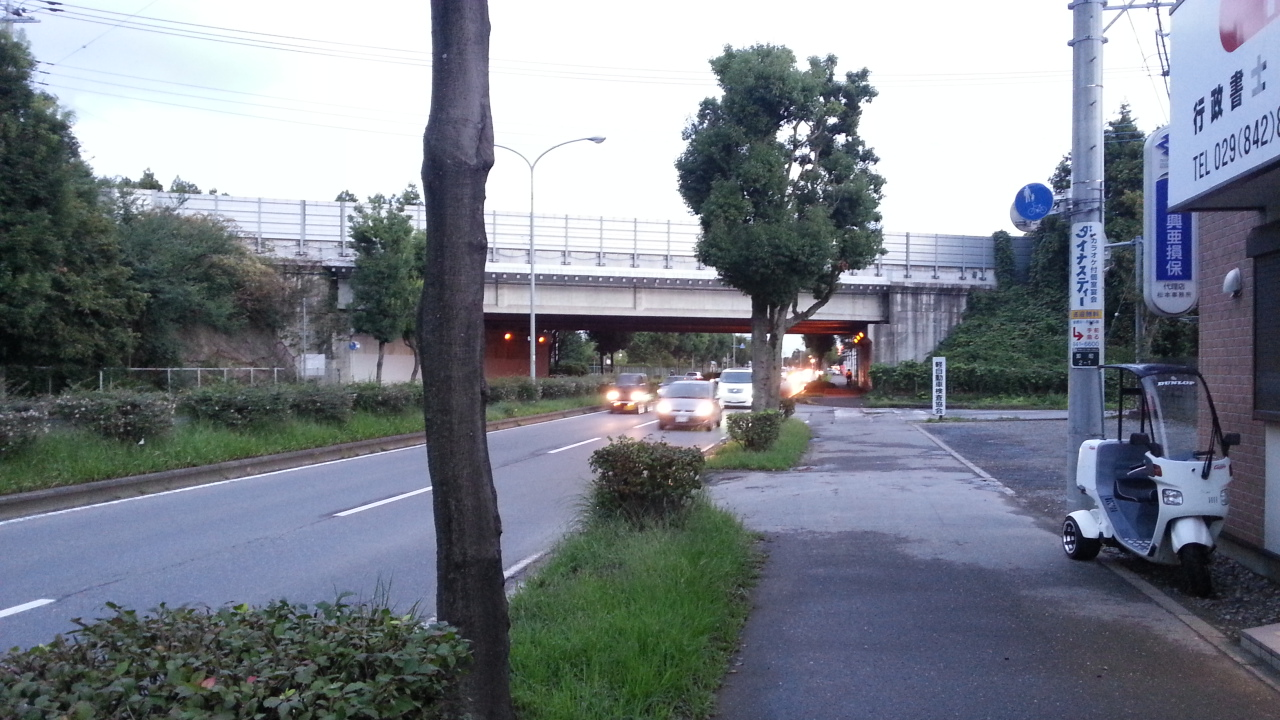
常磐自動車道と学園東大通りの立体交差

- 常磐自動車道
- 学園東大通り

## 施設
- 国土交通省関東運輸局茨城運輸支局
  - 土浦自動車検査登録事務所
- 土浦公設地方卸売市場
- 乙戸ファミリースポーツ公園
- 卸町第1児童公園
- 卸町第2児童公園
- 乙戸水生植物園
- 茨城県自動車整備商工組合土浦教育センター
- 土浦総合流通センター
- 関東鉄道本社（関鉄つくばビル）
- ホンダカーズ茨城
- プジョー
- ゆきむら亭FC本部
- 日本通運つくば航空貨物センター
- ブリヂストン・タイヤ・セールス関東

## 小・中学校の学区
市立小・中学校に通う場合、学区は以下の通りとなる。
| 丁目   | 番地 | 小学校             | 中学校                 |
| ------ | ---- | ------------------ | ---------------------- |
| 一丁目 | 全域 | 土浦市立中村小学校 | 土浦市立土浦第三中学校 |
| 二丁目 | 全域 | 土浦市立中村小学校 | 土浦市立土浦第三中学校 |